# Jacob Israël de Haan
Jacob Israël de Haan (nascut el 31 de desembre de 1881 a Smilde (Països Baixos) i mort assassinat a Jerusalem (Palestina) per un activista de la Haganà el 30 de juny de 1924), era un escriptor, poeta i jurista neerlandès.

## Biografia
Jacob de Haan va néixer com a setè fill d'una família jueva de disset nens a Smilde i va créixer a Gorredijk (Frísia) i a partir de 1885 a Zaandam. Son pare era hazàn (cantor) a la comunitat jueva local i escorxador. Als catorze anys se n'anà a l'escola de mestres de Haarlem i el 1899, quan tenia divuit anys, començà a ensenyar. En aquella època l'escola de mestres formava l'única manera accessible a la classe mitjana per a la seua progressió social. Es va adherir al marxisme i milità al partit socialista SDAP. Començà a escriure columnes pel seu diari socialista Het Volk. Li calia aquest sobresou, ja que s'estava preparant a l'examen estatal (Staatsexamen) per a poder entrar a la universitat.
El 1904 publicà la seva primera novel·la Pijpelijntjes que hom podria traduir per 'Línies del barri de Pijp', un barri popular molt barrejat d'Amsterdam. És una novel·la crua i realista, no exempta d'humor, que juntament amb la seva segona novel·la Pathologieën (Patologies) es consideren les úniques obres decadentistes de la literatura neerlandesa. La seva primera novel·la va causar un escàndol per la seva temàtica homosexual. Per això, Haan va perdre el seu treball de mestre i de publicista al diari Het Volk, i alhora molts dels seus companys polítics. Amb tot, el que va ferir-lo més encara va ser la pèrdua de gairebé tots els seus amics escriptors i artistes. El socialisme jove, a la recerca de respectabilitat burgesa, només lluitava per a l'emancipació de la classe obrera i s'oblidava dels altres grups oprimits.
En aquells moments difícils va trobar refugi a Bèlgica, un país que aleshores era més liberal, a prop del pintor Emile Claus a Astene i a Brussel·les, a can Georges Eekhoud, un escriptor belga que ell mateix s'havia trobat davant un tribunal de Bruges el 1899 per a la seva novel·la Escal-Vigor, considerada massa homoeròtica pels lectors catòlics. La connivència entre ambdós artistes es troba ben explicitada a l'epíleg de la seva adaptació poètica d'Escal-Vigor: 
| « | Quan el poble d'Holanda botzinant com un temporal marítim de rondineig assaltà ma casa i que fugí d'Holanda, famolenc i neccesitós Pel vostre cor, la vostra llum i la vostra casa tranquil·la, vostè va ser la meua salvació, a la manera del castell d'Escal-Vigor[…] Mestre, a casa teva, a la teva ciutat bonica trobí[…] dibuixos, tapisseries, pintures. Per la vostra sol·licitud quotidiana i la vostra amistat recobrí força, desig, i restaurat de força i d'estat poguí tornar cap a Holanda | » |

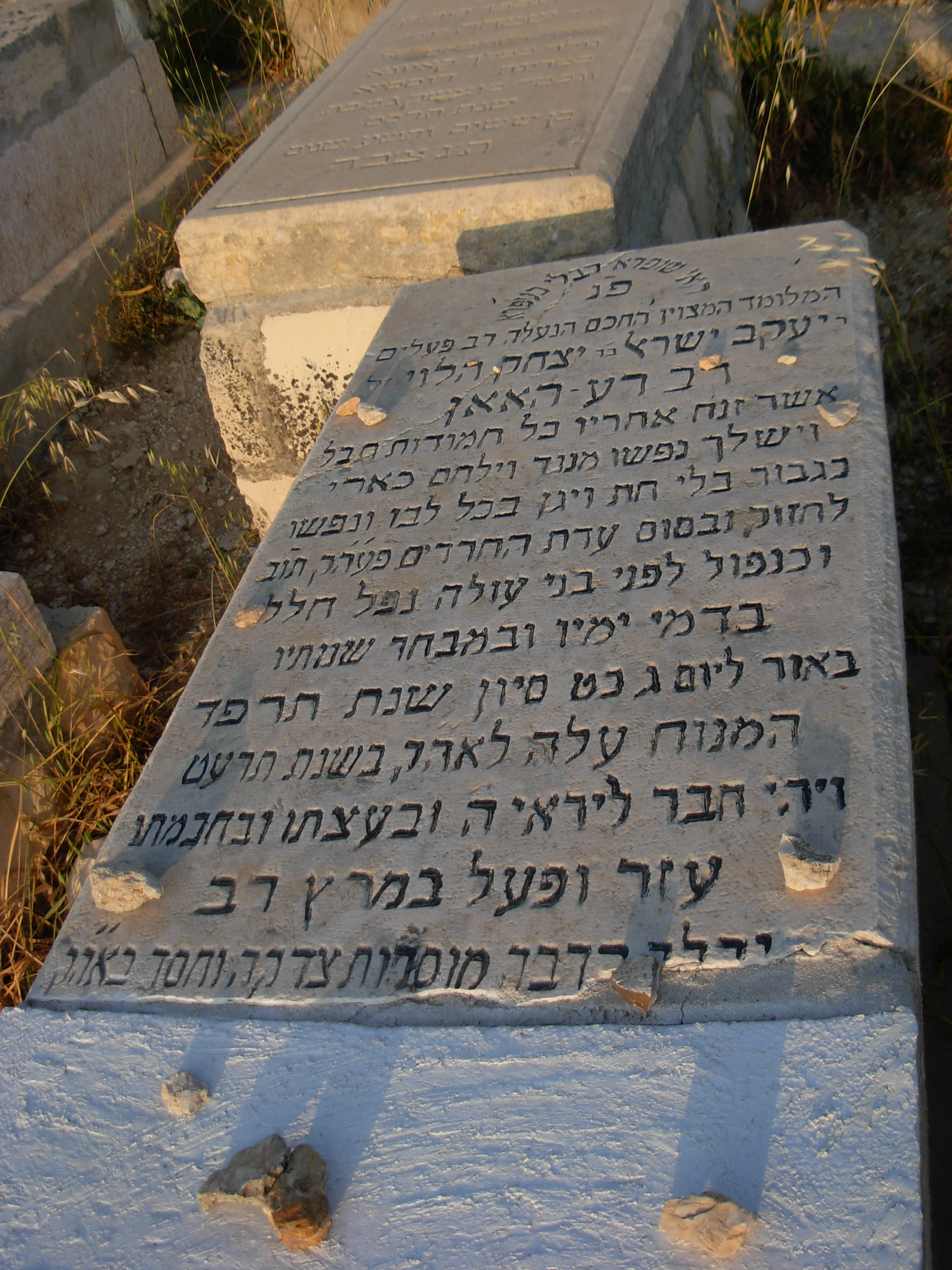
Sepulcre de De Haan a Jerusalem

El 1912 va partir en viatge d'exploració a Rússia, per visitar les presons tsaristes i examinar la situació dels presoners polítics. Les seves constatacions xocants foren publicades a un llibre, In Russische gevangenissen (Dins de les presons de Rússia). Va crear un comitè, junt amb els escriptors Frederik van Eeden i Henriette Roland Holst per a recollir signatures i fer pressió al Regne Unit i a França, que eren aleshores aliats de Rússia, per protestar contra la situació indigna. Aquesta acció el 1987 li va valdre el títol de precursor d'Amnistia Internacional a un article de la secció neerlandesa de l'associació.
Tot i això, les múltiples agressions dels seus amics polítics i artístics el van obligar a deixar la seva terra natal i aleshores se n'anà cap a la terra promesa, Palestina. Sionista a l'inici, va evolucionar vers el moviment d'Edah HaChareidis, una organització més ortodoxa de jueus tradicionals, que només volien el seu estat propi el dia que el Messies torni. Mentrestant, propagaven la coexistència pacífica entre jueus i àrabs a un estat en el qual ambdós pobles serien iguals. Aquesta posició va irritar força els sionistes implacables. El 30 de juny de 1927, de Haan va ser assassinat, per tres trets de pistola. Els jueus, que no podien imaginar-se que un jueu matés un altre jueu, van sospitar els àrabs. A poc a poc, es va adverar que el moviment Haganà, conduït per Yitshaq ben Tseví, que esdevindria més tard el segon president d'Israel, havia instigat l'assassinat. Avraham Tehomi, l'assassí, mai no va penedir-se del seu acte i a una entrevista va dir: “A la nostra organització, res mai no va fer-se sense la signatura d'en Yitshaq ben Tseví. No tinc cap recança, De Haan volia destruir els nostres ideals.” Això fou considerat com el primer assassinat polític intern als diversos grupos jueus que s'instal·laven a poc a poc a Palestina.

## Avui

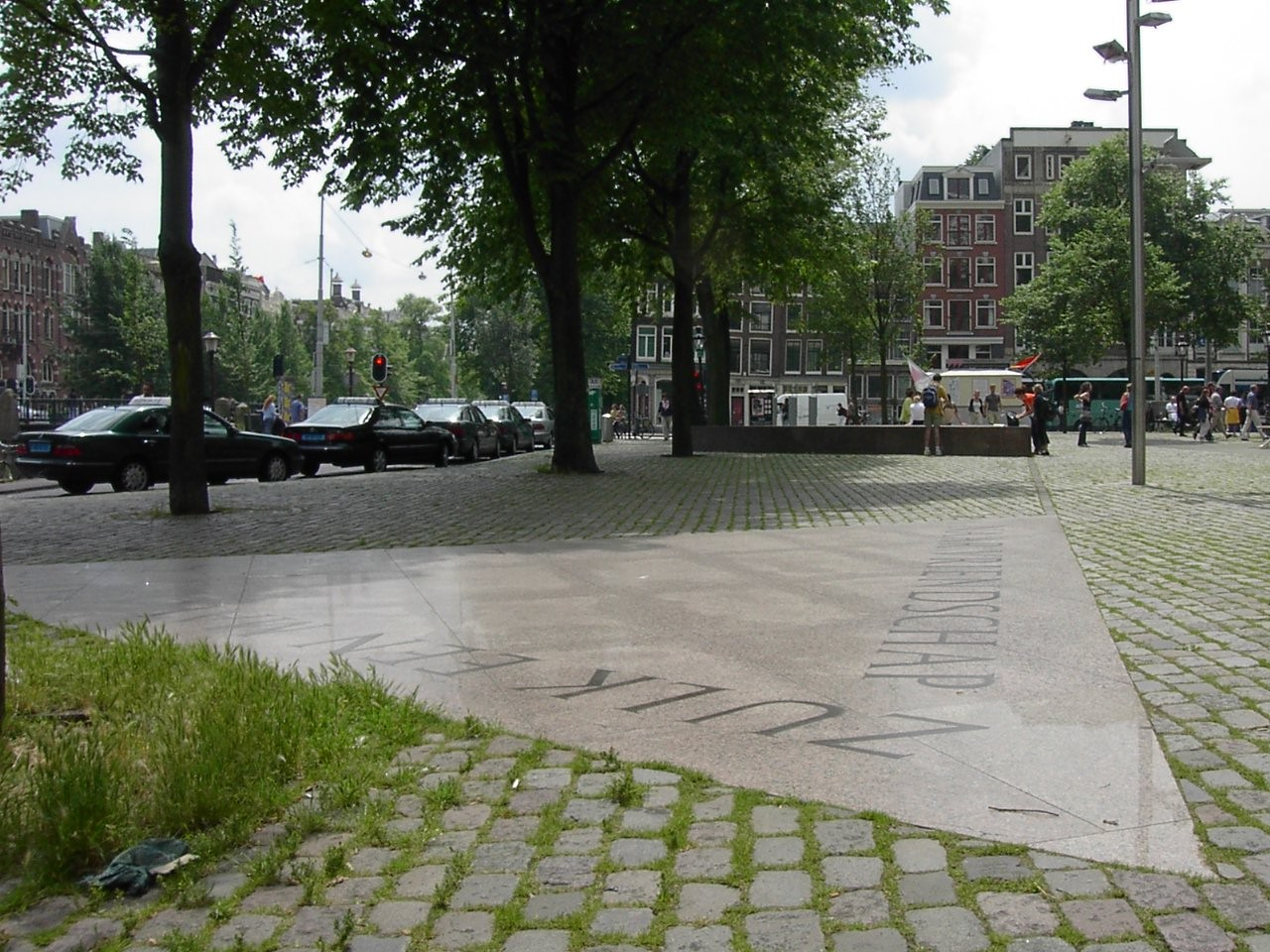
El monument per als homosexuals a Amsterdam, un triangle rosa de granit cisellat d'un vers de J.I. de Haan “Un desig d'amistat fora mesura”

Durant la seva vida, Jacob Israel de Haan no va obtindre gaire el mereixement que les seves qualitats d'home dret i d'artista van valdre'l. Tot i això, mai no va estar silenciat, com palesa a la seva bibliografia. Les seves obres van continuar sent impreses després de la seva mort fins al segle XXI. Vers la fi dels anys 70 del segle xx, el moviment de l'alliberament gai va tornar a descobrir-lo com un precursor heroic i va estimular les editorials perquè tornessin a imprimir les seves obres, tant vilipendiades durant la seva vida. El 1987, un vers seu «Un desig d'amistat fora mesura» va ser cisellat al granit de l'Homomonument a Amsterdam. Molts el consideren com un davanter del moviment de l'emancipació gai. És un dels molts artistes gais a cavall dels segles xix i xx que van tenir raó massa aviat, com Federico García Lorca, Georges Eekhoud, Oscar Wilde, Christopher Isherwood i altres. La seva regeneració va començar poc després de la Segona Guerra Mundial amb l'edició de l'obra poètica completa el 1952, i des d'aleshores, mai no va parar.

## Obra
Encara no s'han trobat traduccions de l'obra important de De Haan a una de les llengües cooficials de la península Ibèrica. A la Biblioteca digital de la literatura neerlandesa hom troba una biografia i una bibliografia completa i molts enllaços al text complet (en neerlandès) d'obres originals de l'autor i comentaris descarregables.
- Pijpelijntjes, 1904, Amsterdam, Jacq. van Cleef; reeditat Den Haag, Kruseman's Uitgeversmaatschappij, 1973, 2006 ISBN 9023303016
- Kanalje, 1904, reeditat 1977, text complet descarregable[11]
- Ondergangen, 1907, reeditat 1984
- Besliste volzinnen 1907-1910, una col·lecció d'aforismes publicat a les revistes De Amsterdammer i Ontwaking, recollit el 1954
- Pathologieën. De ondergang van Johan van Vere de With, 1907
- In Russische gevangenissen, 1913
- Libertijnsche Liederen, 1914, cançons llibertines sobre el moviment llibertí al segle xv a Anvers
- Het joodsche lied, tom I, 1915
- Rechtskundige significa en hare toepassing op de begrippen: “aansprakelijk, verantwoordelijk, toerekeningsvatbaat,” 1916,(tesi doctoral)
- Een nieuw Carthago,, 1919
- Rechtskundige significa, 1919
- Het Joodsche lied, tom II, 1921
- Jeruzalem,, 1922
- Palestina, 1925, amb una introducció de Carry van Bruggen
- Kwatrijnen, 1924
- Brieven uit Jeruzalem, 1941, un florilegi de cartes enviat des de Jerusalem editat per David Koker
- Brieven aan een jongen, 1957, recull de correspondència editat per Arnold Saalborn (en català: Lletres a un noi)
- Poesies completes, 2 toms, 1952 redactat de K. Lekkerkerker per a l'editorial G.A. van Oorschot, Amsterdam, 415 i 496 pàgines
- Ik ben een jongen te Zaandam geweest, 1982 (florilegi editat per Gerrit Komrij
- Jacob Israël de Haan – correspondent in Palestina, 1919-1924, recull editat per Ludy Giebels
- Nerveuze vertellingen, 1983, un recull de relats publicats a diverses revistes a l'inici del segle xx
- Brieven van en aan Jacob Israël de Haan 1899-1908, 1981, Correspondència de i a J.I. de Haan, editada per Rob Delvigne i Leo Ross